# Sebastian Schwarz (Eishockeyspieler)
Sebastian Schwarz (* 7. April 1986 in Erding) ist ein deutscher Eishockeyspieler (Verteidiger), der seit 2013 beim TSV Erding in der Eishockey-Bayernliga spielt.

## Karriere
Schwarz begann seine Karriere in der Saison 2002/03 in der Bezirksliga beim TSV Erding, für den er bis einschließlich der Saison 2004/05 spielte. In dieser Zeit gelang ihm im ersten Jahr der Aufstieg in die Landesliga und ein Jahr später dann auch der Aufstieg in die Bayernliga. Zur Saison 2005/06 wechselte Schwarz dann in die 2. Bundesliga zu den Landshut Cannibals, bei denen er auch in der Saison 2006/07 unter Vertrag stand und solide Leistungen zeigte.
Zu Beginn der Saison 2007/08 ging Schwarz zum ERC Ingolstadt, wo er regelmäßig eingesetzt wurde. Durch eine Förderlizenz hatte er einige Einsätze beim EHC München in der 2. Bundesliga. Nach einem Jahr in der DEL kehrte Schwarz zur Saison 2008/09 zu den Landshut Cannibals zurück.
Für die Saison 2009/10 wurde Schwarz vom DEL-Club Krefeld Pinguine auf Probe verpflichtet. Nach Auslaufen des Probevertrags und elf Einsätzen für die Pinguine in der DEL kehrte Schwarz zu den Landshut Cannibals zurück.
Im Sommer 2010 wechselte er zum EV Ravensburg.

## Erfolge und Auszeichnungen
- 2011 2. Eishockey-Bundesliga-Meister mit den Ravensburg Towerstars

## Statistiken
(Legende zur Spielerstatistik: Sp oder GP = absolvierte Spiele; T oder G = erzielte Tore; V oder A = erzielte Assists; Pkt oder Pts = erzielte Scorerpunkte; SM oder PIM = erhaltene Strafminuten; +/− = Plus/Minus-Bilanz; PP = erzielte Überzahltore; SH = erzielte Unterzahltore; GW = erzielte Siegtore; 1 Play-downs/Relegation; Kursiv: Statistik nicht vollständig)